# Hans Woellke
Hans Otto Woellke (ur. 18 lutego 1911 w Bischofsburgu, ob. Biskupiec, zm. 22 marca 1943 w miejscowości Guba na Białorusi) – niemiecki lekkoatleta, specjalista pchnięcia kulą, mistrz olimpijski z Berlina.

## Przebieg kariery
Występy międzynarodowe rozpoczął od zajęcia 8. miejsca na mistrzostwach Europy w 1934 w Turynie. Na igrzyskach olimpijskich w 1936 w Berlinie odniósł swój największy sukces zdobywając złoty medal. Wynikiem 16,20 m ustanowił rekord olimpijski. Na mistrzostwach Europy w 1938 w Paryżu zdobył brązowy medal.
Był mistrzem Niemiec w latach 1934–1938 oraz 1941 i 1942, a wicemistrzem w 1939 i 1940. Startował w klubie Polizei-Sportverein Berlin.
Podczas II wojny światowej był kapitanem Schutzpolizei, służącym w batalionie policyjnym nr 118. Został zabity przez partyzantów na Białorusi w Gubie w pobliżu wsi Chatyń, która w odwecie została spalona wraz z mieszkańcami przez Niemców. Woellke został pośmiertnie awansowany do rangi majora.
Jest pochowany na cmentarzu w Mińsku.

## Rekord życiowy
- pchnięcie kulą – 16,60 m (1936)[1]